# Svilajnac
Svilajnac (en serbe cyrillique : Свилајнац) est une ville et une municipalité de Serbie. Elles sont situées dans le district de Pomoravlje. Au recensement de 2011, la ville comptait 9 131 habitants et la municipalité dont elle est le centre 23 391.
Le nom de Svilajnac provient du mot serbe qui désigne la soie. De fait, la cité doit sa fortune à sa production de soie et à sa position au carrefour des routes du nord-est, du sud-est et de l’ouest de la Serbie.

## Géographie

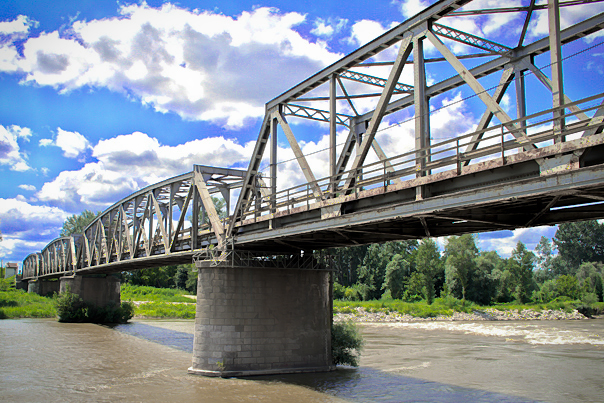
Pont sur la Velika Morava

Svilajnac est située sur les bords de la rivière Resava, à 100 km au sud-est de Belgrade. Le territoire de la municipalité, quant à lui, se trouve dans la région géographique de la basse Resava et s'étend sur 326 km2. Avec une altitude comprise entre 100 m et 389 m, la municipalité possèdent de nombreuses terres favorables à l'agriculture.
La municipalité de Svilajnac est entourées par celles de Velika Plana, Žabari, Petrovac na Mlavi, Despotovac, Jagodina et Lapovo.

## Climat
La région de Svilajnac se caractérise par un climat de type continental modéré. La température moyenne y est de 39,3 °C en été et de 0,1 °C en hiver. La moyenne annuelle des précipitations y est de 672 mm, avec un pic en mai et en juin. 

## Histoire
La ville est mentionnée pour la première fois dans un document turc datant de 1467. À cette époque, Svilajnac était un village abritant 30 foyers. En 1718, il ne comportait plus que 12 foyers, puis, en 1733, on en comptait de nouveau 28. 

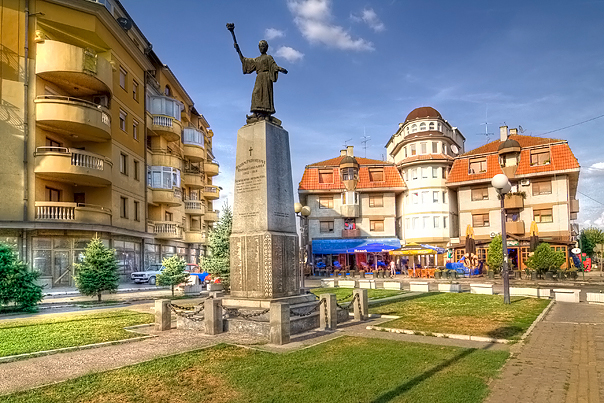
La statue de Marie de Resava

Svilajnac est associée au nom de Stevan Sinđelić, un des chefs du premier soulèvement serbe contre les Ottomans en 1804. Avec l’autonomie de la principauté de Serbie et l'arrivée au pouvoir de Miloš Obrenović, Svilajnac s'est développée dans les domaines de la politique, de l'économie et de la culture. Néanmoins, c’est Miroslav Zdravković, l’un des premiers élèves de la Haute École de Belgrade en 1808, qui a le plus contribué au développement de la ville. En 1822, Svilajnac comptait 214 foyers et 564 habitants. Le village fut un des rares du pays posséder une école primaire, un tribunal (1835) et un hôpital (1832). 
La guerre des Balkans et la Première Guerre mondiale mirent un terme à l'essor de la ville et causèrent la mort à plus de 1 000 personnes dans la ville et ses alentours. La statue de Marie de Resava, qui symbolise la liberté avec un flambeau à la main, a été érigée en 1926 en l'honneur de ces victimes.
Lors de la Seconde Guerre mondiale, 400 patriotes trouvèrent la mort et l'un d'entre eux, Laza Stojanović, a été proclamé héros national.

## Localités de la municipalité de Svilajnac

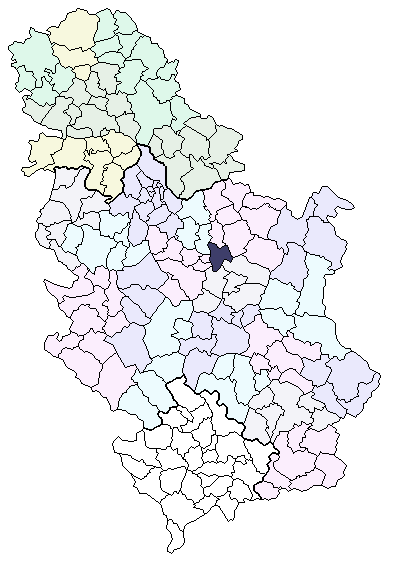
Localisation de la municipalité de Svilajnac en Serbie

La municipalité de Svilajnac compte 22 localités :
| - Bobovo - Bresje - Vojska - Vrlane - Gložane - Grabovac - Dublje - Dubnica - Đurinac - Kupinovac - Kušiljevo | - Lukovica - Mačevac - Proštinac - Radošin - Roanda - Roćevac - Svilajnac - Sedlare - Subotica - Troponje - Crkvenac |

Svilajnac est officiellement classée parmi les « localités urbaines » (en serbe : градско насеље et gradsko naselje) ; toutes les autres localités sont considérées comme des « villages » (село/selo).

## Démographie

### Ville

#### Évolution historique de la population dans la ville
| 1948  | 1953  | 1961  | 1971  | 1981  | 1991  | 2002  | 2011  |
| ----- | ----- | ----- | ----- | ----- | ----- | ----- | ----- |
| 5 046 | 5 049 | 5 895 | 7 762 | 9 340 | 9 622 | 9 395 | 9 131 |

## Politique
À la suite des élections locales serbes de 2008, les 47 sièges de l'assemblée municipale de Svilajnac se répartissaient de la manière suivante :
| Parti                                                 | Sièges |
| ----------------------------------------------------- | ------ |
| Pour une Serbie européenne                            | 21     |
| Parti radical serbe                                   | 9      |
| Liste « Pour une municipalité de Svilajnac prospère » | 8      |
| Parti démocratique de Serbie                          | 5      |
| Mouvement pour Svilajnac                              | 4      |

Gorica Dimčič-Tasić, membre du Parti démocratique du président Boris Tadić, a été élue présidente (maire) de la municipalité ; elle dirigeait la liste Pour une Serbie européenne, soutenue par le président Tadić.

## Tourisme
De son passé architectural, la ville de Svilajnac conserve la Kriva čaršija, la place de Laza et l'ensemble constitué par l'école agronomique et vétérinaire. L’église, consacrée à Saint Nicolas, a été construite en 1827. Ses quartiers résidentiels donnent à Svilajnac une allure moderne et européenne. Mais il reste de nombreuses maisons anciennes, qui donnent son charme à la ville. De nombreux parcs, reliés entre eux jusqu'à la Resava, contribuent à son agrément. Svilajnac a toujours été une ville consacrée au commerce et à l'artisanat. Elle conserve ce rôle aujourd'hui. Le « Korzo », une rue piétonnière, constitue le cœur de la cité, avec les centres commerciaux Evropa, Korzo et Pasage. Des bars, avec des terrasses très fréquentées, contribuent à l'animation de cette rue. On y trouve également deux monuments, l'un  consacré à Stevan Sinđelić, l'autre à Marie de Resava.

## Transports
La route magistrale serbe 27 (Markovac-Svilajnac) relie la ville à l'autoroute serbe A1 (route européenne E75), située à environ 10 km. Svilajnac possède un pont sur la Velika Morava qui fait également partie de cette route magistrale.

## Personnalité
- L'historien de la littérature et académicien Miroslav Pantić (-2011) est né à Svilajnac[8],[9] ; mort à Belgrade, il a été inhumé dans le cimetière de sa ville natale[10].

## Coopération internationle
Svilajnac a signé des accords de partenariat avec les villes suivantes :
- Radovljica (Slovénie)
- Drancy (France)